# پادشاه هی
پادشاه هی (حکومت ۸۱۲ تا ۸۱۷) هشتمین پادشاه بالهایی بود.

## دوران سلطنت
او پسر پادشاه گانگ و برادر کوچکتر پادشاه جونگ بود. او به‌طور فعال با امپراتوری تانگ ارتباط برقرار کرد و بسیاری از جنبه‌های فرهنگ تانگ و سیستم حکومت داری آنها را وارد بالهایی کرد. او در سال ۸۱۷ در گذشت. بعد از مرگش گان به پادشاهی رسید.